# ۸۷۷ (میلادی)
۸۷۷ (میلادی) هشتصد و هفتاد و هفتمین سال تقویم میلادی است.

## زادگان
- ابوبکر آجری فقیه و محدث عراقی

## درگذشتگان
‎